# 瓦爾耶莫 (加利福尼亞州)
瓦爾耶莫（英語：Valyermo）是位於美國加利福尼亞州洛杉磯縣的一個非建制地區。該地的面積和人口皆未知。

## 地理
瓦爾耶莫的座標為34°26′46″N 117°51′08″W / 34.44611°N 117.85222°W，而該地的平均海拔高度為1131米（即3711英尺）。